# Aeroporto Internazionale di Johor Bahru-Senai
L'Aeroporto Internazionale di Johor Bahru-Senai (IATA: JHB, ICAO: WMKJ) (in malese: Lapangan Terbang Antarabangsa Senai), conosciuto con il nome commerciale di Senai International Airport dal gennaio 2012 e definito come internazionale dal Department of Civil Aviation Malaysia, è un aeroporto di ingresso malese situato a 23 chilometri a nord-nord-ovest dall'abitato di Johor Bahru nello Stato federato di Johor di fronte a Singapore. La struttura è dotata di una pista di asfalto lunga 3800 m, l'altitudine è di 39 m, l'orientamento della pista è RWY 16-34. L'aeroporto è aperto al traffico commerciale domestico e internazionale.